# Atropha magnifica
Atropha magnifica är en stekelart som beskrevs av Pierre L. G. Benoit 1955. Atropha magnifica ingår i släktet Atropha och familjen brokparasitsteklar. Inga underarter finns listade.